# Комільфо
Комільфо (від фр. comme il faut, дос. «гарний тон») —  буквально означає «як слід», «як треба».

## Тлумачення
Насемперед комільфо — це те, що відповідає правилам гарного тону. А оскільки в різних умовах та ситуаціях ці правила можуть відрізнятися, то і значення поняття комільфо буває різним. «Комільфо» також називали людину, яка відповідає правилам світської пристойності.
Приклади з літератури:
- «Та й погода ж була! В нас усі куди ходять, то позіхають, хоч воно і як не „комільфо“.» (Б. Лепкий)

## Антипод
Антонім — моветон — поведінка, манери та вчинки, не прийнятні в пристойній спільноті; невихованість щодо певних критеріїв.